# Very Large Crude Carrier

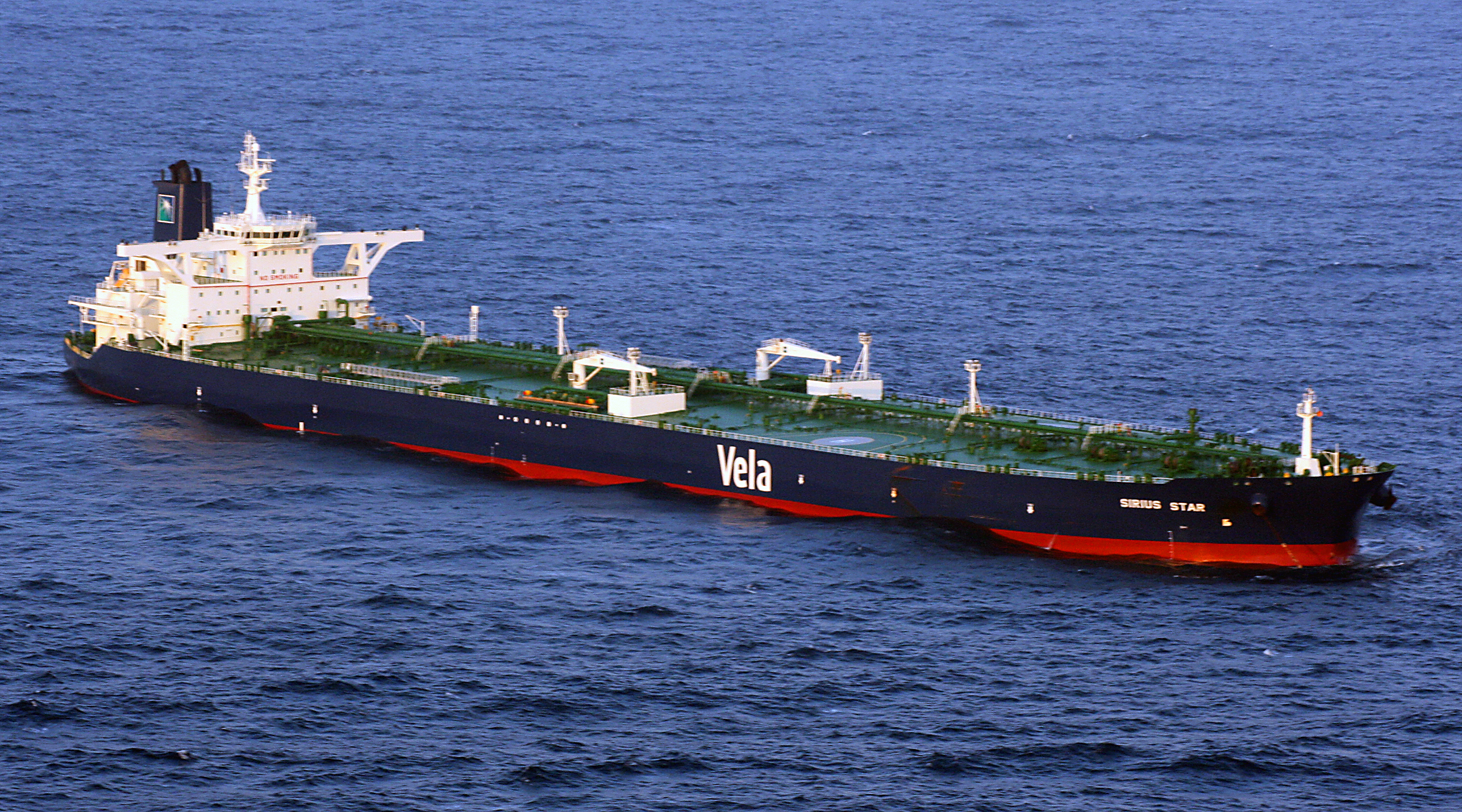
M/T Sirius Star är ett Liberia-flaggat fartyg i VLCC-klassen.

Very Large Crude Carrier (VLCC) är den näst största typen av oljetanker (200 000–320 000 dödviksston (dwt)). Ett fartyg kostar cirka 120 miljoner dollar som nytt, och värdeförlusten över tid är minimal.
Dessa tillverkades bland annat på Kockums varv i Malmö under 1970-talet men nu står asiatiska varv för nästan all nyproduktion.
I spåren av oljekrisen 1973/1974 kunde en redare tjäna in investeringen i en VLCC på ett par veckor. På grund av överkapacitet hos redarna följde sedan många år av dålig lönsamhet, innan läget förbättrades i början av 2000-talet. Det var främst ökad efterfrågan tillsammans med utrangering av gamla fartyg och ökade säkerhetskrav som vände utvecklingen. Idag räcker någon eller några enstaka laster för att betala anskaffningskostnaden, därefter börjar fartyget gå med vinst.
ULCC och de största containerfartygen är större, närmast under i storlek är Suezmax, som kan passera kanalen i Suez men inte Panamakanalen. Sirius Star är ett VLCC-fartyg, och därför hänvisat till oceanerna.